# ملعب أليخاندرو موريرا سوتو

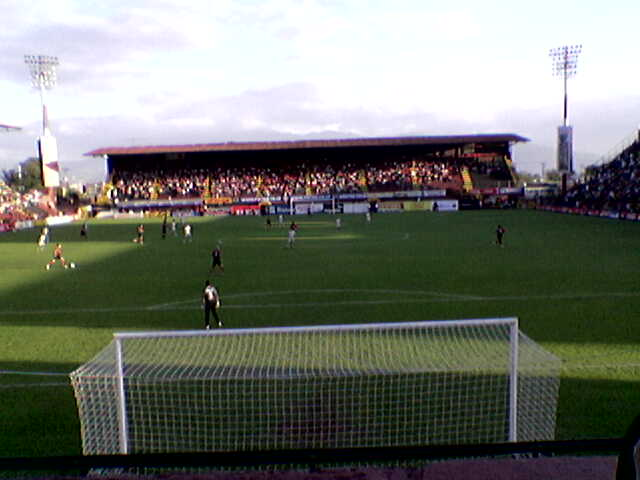

ملعب أليخاندرو موريرا سوتو هو ملعب متعدد الاستخدام يقع في مدينة ألاخويلا الكوستاريكية . غالبا ما يتم استخدامه لمباريات كرة القدم . يسع الملعب لجلوس 17,895 متفرج . يعتبر الملعب الرسمي الذي يخوض فيه نادي ألاخويلينزي مبارياته . تم افتتاح الملعب في 18 يناير 1942 .